# Моніка Лубоня
Моніка Лубоня (алб. Monika Lubonja; 13 квітня, 1968, Тирана, НСРА) — албанська акторка театру і кіно.

## Біографія
Моніка Лубоня народилася 13 квітня 1968 року у Тирані. У 1992 році Лубоня закінчила Академію музики та мистецтв Албанії. Через два роки акторка почала працювати у Національному театрі Албанії. Моніка Лубоня також працює на телебаченні та бере участь у кінематографічних проектах.

## Вибіркова фільмографія
- Весілля Сако (1998)
- Пластилінова куля (1995)